# دائرة عين تموشنت
دائرة عين تموشنت هي إحدى دوائر ولاية عين تموشنت الجزائرية.